# Hammam Susa
Hammam Susa (arab. حمّام سوس; fr. Hammam Sousse) – miasto w północno-wschodniej Tunezji, na północy Susy. W 2014 roku liczyło około 43 tysiące mieszkańców.
W mieście urodził się Zajn al-Abidin ibn Ali.

## Współpraca
Miejscowość partnerska:
- Boussu, Belgia